# Kragujevac
Kragujevac (em cirílico: Крагујевац) é uma vila da Sérvia localizada no município de Aerodrom, pertencente ao distrito de Šumadija, na região de Šumadija. A sua população era de 150 835 habitantes segundo o censo de 2011.

## Economia
Kragujevac tem sido um importante centro econômico por pelo menos um século. Na parte industrial destaca-se na área automotiva e armamentista, sendo a principal fabricante de armas no país. Na área de serviços, possui uma rede de lojas e shoppings bem desenvolvidas, sendo de base de algumas importantes empresas nos ramos de vestuário e perfumaria.

## Demografia
| 1948  | 1953  | 1961  | 1971  | 1981   | 1991   | 2002   | 2011   |
| ----- | ----- | ----- | ----- | ------ | ------ | ------ | ------ |
| 39324 | 48702 | 63347 | 92985 | 129017 | 147305 | 146373 | 147281 |